# Psilotreta androconiata
Psilotreta androconiata is een schietmot uit de familie Odontoceridae. De soort komt voor in het Oriëntaals gebied.